# مريان ميهايل
مريان ميهايل (بالرومانية: Mihail Marian) (7 مايو 1958 ببراشوف في رومانيا - ) هو مدرب كرة قدم ولاعب كرة قدم روماني في مركز الدفاع. شارك مع منتخب رومانيا لكرة القدم. أما مع النوادي، فقد لعب مع ستيودينتيسك بوخارست ونادي براشوف.

## وصلات خارجية
- مريان ميهايل على موقع قاعدة بيانات كرة القدم.إي يو (الإنجليزية)